# ハリソン・ハウデ
ハリソン・ハウデ (英語: Harrison Houde、1996年3月26日 - ）は、カナダの俳優。

## フィルモグラフィー
- グレッグのダメ日記 (2010年の映画) (2010)
- E.R.の秘話 (2010)
- かなり奇妙な映画：成長して、ティミー・ターナー！ (2011)
- ものを見つける (2012-2014)
- スプークスビル (2013-2014)
- ノア 約束の舟 (2014)
- 一部の組み立てが必要 (2014-2016)
- パンツ・オン・ファイア (2014)
- ボウイ・ショーイー (2016)
- ローグ (2017)
- サマー・オブ・84 (2018)
- アイゾンビ (2018)
- ザ・ホロウ (2018)
- ダンプケーキコメディ (2018)
- バザーク！ (2019)
- 優しさの物語 (2021)
- ガール・ゴーン・バッド (2022)
- カフェレーサー (2022)